# Американска детска градина
Американска детска градина е частна детска градина на Елизабет Кларк в Самоков и после София.
През 1898 г. е откритата детска градина в Самоков, която се премества в София през 1900 г.
Обучението се осъществява по Фрьобеловия метод. Организирани са двугодишни педагогически курсове от Е. Кларк за подготовка на детски учителки. В педагогическите курсове се преподава детска психология и педагогика, домашна култура, детска хигиена, нотна грамотност, рисуване и моделиране, пиано, ръчни и художествени дейности, история на предучилищното възпитание и английски език.
Първоначално детската градина в София се помещава на ъгъла на улиците „Христо Белчев“ и „Неофит Рилски“, а през 1905 г. се купува място на ъгъла на улиците „Христо Белчев“ и „Солунска“, в близост до Първа евангелска църква. Построява се голяма триетажна сграда за детска градина по проект на архитект Георги Фингов. В сградата за година се намира и детската театрална школа на Николай Фол.
През 1914 г. е открит клон в квартал Ючбунар в София, който става модел за създаване на детски градини в други селища в страната. Този клон съществува до 1917 г. Закрит е заради Първата световна война.
До 1933 г. директор на детската градина и ръководител на педагогическия курс е Елизабет Кларк. След това те са поверени на Пенка Касабова. През 1942 г. американската детска градина е закрита заради Втората световна война.